# Mister Brasil Mundo 2007
Em 2007, o Mister Brasil Mundo foi realizado em 16 de Janeiro na cidade de Curitiba, Paraná, no Teatro Fernanda Montenegro, com direção artística de Henrique Fontes, coreografia de Marcelo Fagundes e apresentação de Francisco Budal e Jane Borges. Além de celebrar a beleza masculina, o Mister Brasil 2007 combinou moda e esportes, inteligência e responsabilidade social.
Dois dos doze semifinalistas do evento foram escolhidos em eventos classificatórios: Mister Sports Challenge, vencido pelo Mister Rio Grande do Sul, e o vencedor do prêmio Beleza com Propósito, para o melhor projeto social desenvolvido nos seus estados (Mister Piauí foi o vencedor). Os demais semifinalistas foram escolhidos após uma bateria de entrevistas e desfiles em trajes de banho e de gala. Lucas Gil, o Mister Brasil Mundo 2007, representou o Brasil no concurso Mister Mundo 2007, na paradisíaca ilha de Sanya, China onde ficou com o segundo lugar.

## Resultados
- Mister Brasil Mundo 2007: Lucas Gil -  Pará Vice Mister Mundo 2007
- Mister Brasil Internacional 2007: Alan Martini Bianco -  Rio Grande do Sul Mister Internacional 2007
- Manhunt Brasil 2008: Thiago Testoni -  Minas Gerais

## Finalistas
- Quarto Lugar: Landerson Braga  Rio Grande do Norte Mister Brasil Terra e Mister Terra 2007
- Quinto Lugar: Leandro Bosi -  Espírito Santo
- Sexto Lugar: Edilson Nascimento -  Pernambuco

## Semifinalistas
- Francineudo Costa  Acre
- Rafael Ortiz  Amazonas
- Marcos de Lara  Mato Grosso do Sul
- Gleiber Siolari  Paraná
- Thiago Baptista  Piauí Vencedor do Beleza com Propósito
- Edson Passos  Santa Catarina

## Etapas Classificatórias
- O vencedor tem o direito de estar entre os semifinalistas:

### Beleza com Propósito
| Colocação                 | Estado                                    |
| Beleza com Propósito 2007 | - Piauí - Thiago Antõnio Baptista         |
| 2º. Lugar                 | - Minas Gerais - Thiago Testoni           |
| 3º. Lugar                 | - Rio Grande do Sul - Alan Martini Bianco |

### Mister Sports Challenge
- Vencedor:  - Alan Martini Bianco Rio Grande do Sul - 56 pontos
- Segundo Lugar: Santa Catarina - 53
- Terceiro Lugar: Acre - 46
- Quarto Lugar: Rondonia - 42
- Quinto Lugar: Mato Grosso - 35
- Sexto Lugar: Pará 33
- Sétimo Lugar:  Pernambuco 31
- Oitavo Lugar:  Espirito Santo - 29
- Nono Lugar:  Rio Grande do Norte - 28
- Décimo Lugar: Amazonas - 25
- Décimo Primeiro Lugar:  Bahia - 24
- Décimo Segundo Lugar: Mato Grosso do Sul 21

Após uma prova eliminatória de corrida (1800 metros), apenas os 12 melhores classificados seguiram na disputa. Estes 12 também participaram de provas de basquete (arremesso), bolão, salto em distância e natação.
Resultados:
Corrida (1800 m):
1) Acre, 2) Santa Catarina, 3) Rio Grande do Norte
Classificados: Rio Grande do Sul, Rondônia, Pará, Pernambuco, Pará, Pernambuco, Mato Grosso, Bahia, Espírito Santo, Amazonas e Mato Grosso do Sul.
Basquete (arremossos):
1) Rio Grande do Sul (5/10), 2) Amazonas, Espírito Santo e Santa Catarina (empatados com 3/10).
Bolão:
1) Rondônia (32 pontos), 2) Bahia (31 pontos), 3) Pernambuco (30 pontos)
Salto em distância:
1) Rio Grande do Sul (5.55 metros), 2) Acre (5.31 m), 3) Santa Catarina (5.07)
Natação:
1) Mato Grosso, 2) Santa Catarina, 3) Pará

## Premiações Especiais
| Premiação                        | Candidato           | Estado              |
| Mister Cordialidade Holliday-Inn | Rodolpho Marques    | São Paulo           |
| Mister Fotogenia                 | Gleiber Siolari     | Paraná              |
| Mister Imprensa                  | Alan Martini Bianco | Rio Grande do Sul   |
| Mister Personalidade             | Júlio Baptista      | Sergipe             |
| Mister Amizade                   | Edilson Nascimento  | Pernambuco          |
| Mister Sorriso                   | Lânderson Braga     | Rio Grande do Norte |
| Mister Hair Style                | Rafael Ortiz        | Amazonas            |

- MELHORES POR REGIÃO
- Mister Norte Mundo - Lucas Gil, PARÁ
- Mister Nordeste Mundo - Lânderson Braga, RIO GRANDE DO NORTE
- Mister Sudeste Mundo - Thiago Testoni, MINAS GERAIS
- Mister Sul Mundo - Alan Martini, RIO GRANDE DO SUL
- Melhor entrevista preliminar - Júlio César, SERGIPE
- Melhor na prova de traje de banho - Lucas Gil, PARÁ

## Candidatos
| <spanEstado         | Candidato               | Idade | Altura | Cidade                |
| Acre                | Francineudo Costa       | 21    | 1,85   | Rio Branco            |
| Amazonas            | Rafael Ortiz            | 18    | 1,85   | Manaus                |
| Bahia               | Felipe Siqueira         | 20    | 1,80   | Salvador              |
| Espírito Santo      | Leandro Bosi            | 22    | 1,90   | Colatina              |
| Goiás               | André Martins           | 18    | 1,82   | Goiânia               |
| Mato Grosso do Sul  | Marcos de Lara          | 21    | 1,85   | Campo Grande          |
| Minas Gerais        | Thiago Testoni          | 21    | 1,88   | Conselheiro Lafaiete  |
| Pará                | Lucas Barbosa Gil       | 22    | 1,91   | Belém                 |
| Paraíba             | Thomas Cavalcanti       |       |        | João Pessoa           |
| Paraná              | Gleiber Siolari         | 25    | 1,88   | Curitiba              |
| Pernambuco          | Edilson Nascimento      | 20    | 1,80   | Recife                |
| Piauí               | Thiago Baptista Antonio | 20    | 1,88   | Teresina              |
| Rio de Janeiro      | Rafael Borges           | 24    | 1,85   | Campos dos Goytacazes |
| Rio Grande do Norte | Landerson Braga         | 19    | 1,85   | Natal                 |
| Rio Grande do Sul   | Alan Martini Bianco     | 27    | 1,85   | Canoas                |
| Rondônia            | Rafael Rodrigues        | 17    | 1,87   | Vilhena               |
| Roraima             | Neto Botinelly          | 22    | 1,84   | Boa Vista             |
| Santa Catarina      | Edson Passos            | 27    | 1,90   | Florianópolis         |
| São Paulo           | Rodolfo Marques         | 19    | 1,77   | São Paulo             |
| Sergipe             | Julio César             | 27    | 1,76   | Aracaju               |
| Tocantins           | Caymê Barcelos          | 18    | 1,76   | Palmas                |

Estados que não tiveram representantes:
- Alagoas
- Amapá
- Ceará
- Distrito Federal
- Maranhão